# Pieces of Ice
Pieces of Ice ist ein Lied von Diana Ross aus dem Jahr 1983, das von Marc Jordan und John Capek geschrieben sowie von Gary Katz produziert wurde. Es erschien auf dem Album Ross.

## Entstehung
Pieces of Ice entstand in verschiedenen US-amerikanischen Studios im Rahmen der Produktion des Albums „Ross“, war jedoch das einzige Stück, bei dem das Mastering von dem Toningenieur Ted Jensen übernommen wurde. Der Titel wurde am 17. Juni 1983 als Singleauskopplung veröffentlicht. Es war Ross’ einziger Charterfolg aus diesem Album. Musikalisch kann Pieces of Ice den Stilrichtungen R&B und Post-Disco zugeordnet werden. Charakteristische Merkmale der Produktion sind das treibende Schlagzeug und die markante, mit einem Synthesizer eingespielte Basslinie.
Der Titel erschien auf keiner von Ross’ zahlreichen Kompilationen.
Auf der B-Seite der Singleveröffentlichung zu Pieces of Ice ist der Titel Still in Love, auf der 12"-Version die Instrumentalversion enthalten.

## Musikvideo
Bob Giraldi, der schon mehrere Musikvideos mit Diana Ross gedreht hatte, übernahm auch die Regie bei der Produktion des Videoclips für Pieces of Ice. Im Musikvideo präsentiert Diana Ross das Lied in einem roten Bodysuit vor und zeigt einige von Michael Peters entworfene Tanzchoreographien. Es war das erste Musikvideo, in dem Ross Choreographien vorführte.